# Distruggi le illusioni
Distruggi le illusioni è il secondo EP dell'hardcore punk band italiana Rappresaglia.

## Brani
1. Distruggi le illusioni (nuova versione)
2. Guns to rebels
3. Together
4. We don't care